# Kalorie
Kalorie (symbol cal), ældre enhed for energi (især varmeenergi). En kalorie er defineret som den energi der kræves til opvarmning af 1 gram vand 1 grad celsius fra 14,5 °C til 15,5 °C.
I dag benyttes almindeligvis SI-enheden joule til at angive energi. 

## Fysik
Ved eksperimenter har man fundet, at 1 cal = 4,184 J. 
1 kcal (kilokalorie) = 1000 cal = 4,184 kJ (kilojoule)

## Kost og ernæringslære (gramkalorie)
Ifm. kost og ernæringslære anvendes udtrykket "kalorie" normalt anderledes end den definition som anvendes i fysikken.
En varedeklaration vil være angivet i kcal og kJ (kilokalorier og kilojoule), dvs. svarende til den definition som anvendes i fysikken, men i daglig tale og ernæringssammenhæng omtales denne kilokalorie med betegnelsen "kalorie". Denne benævnes derfor også som en "gramkalorie".
Hvis en kostplan således anbefaler f.eks. X kalorier om dagen, henvises der således til det som i fysikken betegnes kcal (kilokalorier), dvs. at personen dagligt indtager X kilokalorier.